# Verzerrung (Elektrotechnik)
Als Verzerrung bezeichnet man in der Elektrotechnik eine überwiegend nicht erwünschte Veränderung der Form im zeitlichen Verlauf einer Wechselgröße. Sie wird vorwiegend bei periodischen Signalen beobachtet; aber auch ein einzelner Impuls kann in seiner Form geändert, eben verzerrt, werden. Die Bezeichnung als Verzerrung steht für eine schwer vermeidbare verfälschende Veränderung eines Signalverlaufs. Daneben gibt es die Modulation als eine gewünschte Veränderung.

Verzerrung der Ausgangsgröße gegenüber der Eingangsgröße im nicht linearen Teil der Kennlinie eines Feldeffekttransistors

In der Akustik gibt es zur Erzielung gewisser Klangeffekte auch die gewollte Verzerrung.
Im Wesentlichen werden zwei Arten von Verzerrung unterschieden:

## Nichtlineare Verzerrung
Die nichtlineare Verzerrung, verursacht durch ein nichtlineares System, wird vorzugsweise bei einer Abweichung von einem ursprünglich sinusförmigen Signalverlauf bedeutsam. Ihre wichtigsten Verursacher sind Halbleiterbauelemente und magnetische Bauelemente (Drosseln, Transformatoren) mit nicht linearen Kennlinien, ferner Übersteuerung.
Diese Art von Verzerrung lässt sich so beschreiben, dass sich zusätzliche Sinus-Schwingungen mit neuen Frequenzen ausbilden, die als Oberschwingungen zur ursprünglichen Grundschwingung bezeichnet werden. Deren Anteil am Gesamtsignal kann durch den Klirrfaktor angegeben werden. Die Oberschwingungen weisen ganzzahlig-vielfach höhere Frequenzen als die Grundfrequenz auf. Mathematisch wird die verzerrte Schwingung durch eine Fourierreihe dargestellt. Wenn die Amplitude der Grundschwingung erhöht wird bei unveränderter Form des Eingangssignals, so ist wegen der Krümmung der Kennlinie mit einem erhöhten Einfluss auf die Form des Ausgangssignals zu rechnen.
Ferner können durch Intermodulation zusätzlichen Frequenzen entstehen.

## Lineare Verzerrung

Verschiedene Verzerrungen eines Rechteckpulses – je nachdem, wie weit die hohen oder alle Oberschwingungen fehlen

Die lineare Verzerrung entsteht in linearen Netzwerken durch deren Amplitudengang und Phasengang, wenn sich  Verstärker und Übertragungswege zwar linear, aber frequenzabhängig verhalten, z. B. Anteile mit hohen Frequenzen unterdrücken.
Diese Art von Verzerrung kann bei einem reinen Sinussignal nicht auftreten. Aber bei einer nicht sinusförmigen Schwingung bis hin zum Puls, wenn das Signal von Anfang an als Überlagerung von Sinusschwingungen ansehbar ist, können sich durch lineare Verzerrung die Signalanteile mit Oberschwingungen am Gesamtsignal verändern, wodurch sich die Form ändert. Dabei treten im Ausgangssignal keine zusätzlichen Frequenzen auf, sondern nur die bereits im Eingangssignal vorhandenen. Wenn die Amplitude der Grundschwingung erhöht wird bei unveränderter Form des Eingangssignals, so hat dieses keinen Einfluss auf die Form des Ausgangssignals.